# Éric Missoffe
Éric Missoffe est un acteur français qui a commencé sa carrière au début des années 1980. 
Spécialisé dans le doublage, il est entre autres la voix française de Noah Wyle, Warwick Davis et l'une des voix de Raphael Sbarge. Il est également la deuxième voix de Sammy Rogers après Francis Lax, et la quatrième voix du personnage éponyme Scooby-Doo dans la franchise depuis 1998 et le début des années 2000.

## Formation
Après une formation au conservatoire, Eric Missoffe a commencé par interpréter des rôles au théâtre et a obtenu des rôles secondaires à la télévision. En 1985, le réalisateur égyptien Youssef Chahine cherche un jeune comédien pour prêter à sa voix au personnage d’Ali (interprété par Mohsen Mohieddin) pour son film Adieu Bonaparte. C’est le point de départ d’une très belle aventure, puisqu’Eric Missoffe enchaîne sur des rôles comme Sammy et Scooby-doo dans les années 2000. Ou le Dr Carter dans la version française d’Urgences (joué par Noah Wyle qu’il a suivi tout au long de sa carrière). Il est la voix française de Gripsec et Pr. Flitwick dans la saga Harry Potter.
Par ailleurs, il multiplie les apparitions au Théâtre, dans des rôles classiques (Molière, Giraudoux ou Steinbeck) comme contemporains (Mélinda et Mélinda, une adaptation de Woody Allen).

## Théâtre
- 2010 : Mélinda et Mélinda de Woody Allen, mise en scène Pierre Valmy, Petit Montparnasse
- Supplément au voyage de Cook de Jean Giraudoux, mise en scène Christian Leguillochet, théâtre du Lucernaire
- L'Apollon de Bellac de Jean Giraudoux, mise en scène Jean-Paul Cisife, festival de Bellac
- Le Menteur de Carlo Goldoni, mise en scène Janny Duranton, théâtre de la ville
- Le Dernier des métiers et L'Équarrissage pour tous de Boris Vian, mise en scène Jean Jacques Dulon, théâtre de la Plaine
- Un jour mémorable dans la vie du savant Wu, comédie chinoise, mise en scène Jean Cuny, festivals
- Vacances écossaises d'André Daniel, mise en scène Catherine Degay, théâtre du Lucernaire
- La Perle de John Steinbeck, mise en scène Alain Brice, théâtre de Valenciennes
- Le Malade imaginaire de Molière, mise en scène Élisabeth Forgo, théâtre de Saint-Thibault des Vignes
- La Spirale aimantée, la revue parlée de Jean-Marie Gibbal, centre Georges Pompidou
- Le Bobo de Bamboche, comédie musicale de Jean Cuny, festivals
- Claudine chante pour Gabilolo, comédie musicale de Catherine Degay, mise en scène Jean Cuny, théâtre du Lucernaire
- Monsieur Gabilolo se met au vert, comédie musicale de Catherine Degay, mise en scène Jean Cuny, théâtre du Croque-diamant

## Filmographie

### Télévision
- 1985 : Maguy "Macho Boulot Dodo" (saison 01 épisode 22)

## Doublage

### Cinéma

#### Films
- Warwick Davis dans :
  - Leprechaun 4 : Destination cosmos (1997) : Leprechaun
  - Leprechaun 5 : La Malédiction (2000) : Leprechaun
  - Leprechaun 6 : Le Retour (2003) : Leprechaun
  - Harry Potter et la Coupe de feu (2005) : le professeur Filius Flitwick
  - Harry Potter et l'Ordre du phénix (2007) : le professeur Filius Flitwick
  - Harry Potter et le Prince de sang-mêlé (2009) : le professeur Filius Flitwick
  - Harry Potter et les Reliques de la Mort, partie 1 (2010) : Gripsec
  - Harry Potter et les Reliques de la Mort, partie 2 (2011) : Le professeur Filius Flitwick et Gripsec
  - Jack le chasseur de géants (2013) : le vieux Hamm
  - Get Santa (2014) : Sally

- Noah Wyle dans :
  - Des hommes d'honneur (1992) : le caporal Jeffrey Barnes
  - Donnie Darko (2001) : Pr Kenneth Monnitoff
  - Plus jamais (2002) : Robbie
  - The Californians (2005) : Gavin Ransom
  - W. : L'Improbable Président (2008) : Don Evans
  - The Secret Man: Mark Felt (2017) : Stan Pottinger

- Massimo Troisi dans :
  - Quelle heure est-il ? (1989) : Michele
  - Splendor (1989) : Luigi

- Neil Fanning dans :
  - Scooby-Doo (2002) : Scooby-Doo (voix)
  - Scooby-Doo 2 : Les monstres se déchaînent (2004) : Scooby-Doo (voix)[2]

- 1985 : Adieu Bonaparte : Ali (Mohsen Mohieddin)
- 1989 : Fatal Games : Brad (Kent Stoddard)
- 1989 : Outrages : PFC. Antonio Diaz (John Leguizamo) (1er doublage)
- 1989 : Permis de tuer : un garde ( ? )
- 1989 : Opération Crépuscule : Kitner (Cody Glenn)
- 1990 : Total Recall : l'employé de l'hôtel Hilton (Ken Gildin)
- 1990 : Farendj : Anton (Tim Roth)
- 1990 : Cadence : Sager (David Michael O'Neill)
- 1990 : Memphis Belle : le sergent Virgil Hoogesteger (Reed Diamond)
- 1991 : Les Nuits avec mon ennemi : Ben Woodward (Kevin Anderson (en))
- 1991 : Terminator 2 : Le Jugement dernier : T-1000 (Robert Patrick)
- 1991 : Le Silence des agneaux : l'officier Murray (Brent Hinkley)
- 1991 : Le Père de la mariée : Howard Weinstein (B.D. Wong)
- 1991 : Quoi de neuf, Bob ? : Howie (Reg E. Cathey)
- 1992 : Batman : Le Défi : le clown maigre (Doug Jones) et le livreur de journaux (Sean M. Whalen)
- 1992 : Beethoven : Harvey (Oliver Platt)
- 1992 : L'Arme fatale 3 : le docteur à l'hôpital (Paul Hipp)
- 1992 : Mr. Saturday Night : Buddy Young Jr. (Billy Crystal)[2]
- 1993 : Robocop 3 : un technicien (Gordon Mark)
- 1993 : Benny and Joon : Benjamin « Benny » Pearl (Aidan Quinn)[2]
- 1993 : Une pause, quatre soupirs : Sid (Eric Stoltz)
- 1993 : Un monde parfait : Bradley (Ray McKinnon)
- 1993 : Les Survivants : Carlos « Fraga » Roque, le mécanicien (José Zúñiga)
- 1993 : Pas de vacances pour les Blues : le sergent Halsey (Larry Miller)
- 1994 : Forrest Gump : le hippie (Tim Perry)
- 1995 : Get Shorty : le médecin résident (Patrick Breen)
- 1995 : Alerte ! : Henry Seward (Leland Hayward III)
- 1995 : Extravagances : Rachel Tensions (RuPaul)
- 1995 : Kiss of Death : Ronnie (Michael Rapaport)
- 1995 : Babe, le cochon devenu berger : le coq (Paul Livingston) (voix)
- 1996 : Mars Attacks! : Billy Glenn Norris (Jack Black)
- 1996 : Une virée d'enfer : Tom McNeal (Mario Joyner)
- 1996 : Twister : Robert « Rabbit » Nurick (Alan Ruck)
- 1996 : À l'épreuve du feu : Rady (Tim Guinee)
- 1997 : Titanic : Jack Philips (Grégory Cooke)
- 1997 : Un Indien à New York : Ian (Dominic Keating)
- 1997 : La Souris : le docteur (Peter Gregory)
- 1998 : Still Crazy : Brian Lovell (Bruce Robinson)
- 1998 : Casper et Wendy : l'Oracle (Pauly Shore)
- 1998 : La Ligne rouge : le soldat Tills (Tim Blake Nelson)
- 1998 : Wedding Singer : Demain, on se marie ! : George Stitzer (Alexis Arquette)
- 1999 : Summer of Sam : Bobby (Brian Tarantina)
- 2000 : 28 jours en sursis : Gerhardt (Alan Tudyk)
- 2000 : Mon chien Skip : Dick Jenkins (Luke Wilson)
- 2000 : Les Pierrafeu à Rock Vegas : Barney Laroche (Stephen Baldwin)
- 2000 : High Fidelity : Dick (Todd Louiso)
- 2000 : Bêtes de scène : Hamilton Swan (Michael Hitchcock)
- 2000 : Les Aventures de Rocky et Bullwinkle : la fouine cobaye (Susan Berman) (voix)
- 2001 : Destination : Graceland : Gus (David Arquette)
- 2001 : Harry Potter à l'école des sorciers : Gripsec (Verne Troyer)
- 2001 : Coup de peigne : Louis (Hugh Bonneville)
- 2003 : Les Looney Tunes passent à l'action : lui-même (Matthew Lillard), Scooby-Doo (Frank Welker) (voix)
- 2005 : Charlie et la chocolaterie : M. Teavee (Adam Godley)
- 2007 : First Born : Steven (Stephen Mackintosh)
- 2007 : Spider-Man 3 : un journaliste ( ? )
- 2009 : Gran Torino : Steve Kowalski (Brian Howe)
- 2009 : Last Chance for Love : Simon (Patrick Baladi)
- 2010 : Comme chiens et chats : La Revanche de Kitty Galore : un chien ( ? ) (voix)
- 2011 : Le Rite : le Père Matthew (Toby Jones)
- 2011 : Bucky Larson : Super star du X : Clint (Curtis Armstrong) et Dimitri, un distributeur (Pasha D. Lychnikoff)
- 2012 : God Bless America : l'homme au cinéma (?)
- 2013 : Drift : Tom, le policier (Craig Mathieson)
- 2014 : Les Aventures extraordinaires d'un apprenti détective : le concierge de l'hôtel (Rupert Holliday Evans)
- 2015 : Adaline : Dale Davenport (Chris William Martin)
- 2024 : La Plateforme 2 : ? (?)

#### Films d'animation
- 1957[n 1] : La Reine des neiges : Twiss l'oiseau
- 1998 : Scooby-Doo sur l'île aux zombies : Scooby-Doo et Sammy Rogers
- 1999 : South Park, le film : le clochard au début du film, Conan O'Brien, Billy Baldwin et Bill Gates
- 1999 : Perfect Blue : Me-Mania
- 1999 : Scooby-Doo et le fantôme de la sorcière : Scooby-Doo et Sammy Rogers
- 2000 : Buzz l'Éclair, le film : Le Début des aventures : Booster
- 2000 : Scooby-Doo et les Extraterrestres : Scooby-Doo et Sammy Rogers
- 2001 : Barbie : Casse-noisette : Pimm
- 2001 : Bécassine et le Trésor viking : voix additionnelles
- 2001 : Scooby-Doo et la Cybertraque : Scooby-Doo et Sammy Rogers
- 2002 : Barbie, princesse Raiponce : Skinny Wordsman
- 2003 : Scooby-Doo et les Vampires : Scooby-Doo et Sammy Rogers
- 2003 : Scooby-Doo et le Monstre du Mexique : Scooby-Doo et Sammy Rogers
- 2004 : Scooby-Doo et le Monstre du loch Ness : Scooby-Doo et Sammy Rogers
- 2005 : Drôles de petites bêtes : Les Quatre Saisons : Hugo l'asticot
- 2005 : Aloha, Scooby-Doo ! : Scooby-Doo et Sammy Rogers
- 2005 : Scooby-Doo au pays des pharaons : Scooby-Doo et Sammy Rogers
- 2006 : Scooby-Doo et le Triangle des Bermudes : Scooby-Doo et Sammy Rogers
- 2007 : Scooby-Doo : Du sang froid : Scooby-Doo et Sammy Rogers
- 2008 : Garfield, champion du rire : Freddy
- 2008 : Scooby-Doo et la Créature des ténèbres : Scooby-Doo et Sammy Rogers
- 2009 : Capelito le champignon magique : Capelito
- 2009 : Scooby-Doo et le Sabre du samouraï : Scooby-Doo et Sammy Rogers
- 2010 : Kung Fu Panda : Bonnes Fêtes : Wo Hop (court-métrage)
- 2010 : Redline : Calamar
- 2010 : Scooby-Doo : Abracadabra : Scooby-Doo et Sammy Rogers
- 2010 : Scooby-Doo : La Colonie de la peur : Scooby-Doo et Sammy Rogers
- 2010 : Scooby-Doo : La Légende du Phantosaur : Scooby-Doo et Sammy Rogers
- 2012 : Scooby-Doo : Le Chant du vampire : Scooby-Doo et Sammy Rogers
- 2012 : Scooby-Doo et les Vacances de la peur : Scooby-Doo et Sammy Rogers
- 2012 : Scooby-Doo : Tous en piste : Scooby-Doo et Sammy Rogers
- 2013 : Scooby-Doo : Blue Falcon, le retour : Scooby-Doo et Sammy Rogers
- 2013 : Scooby-Doo et la Carte au trésor : Scooby-Doo et Sammy Rogers
- 2013 : Scooby-Doo et le Fantôme de l'Opéra : Scooby-Doo et Sammy Rogers
- 2014 : Scooby-Doo et la Folie du catch : Scooby-Doo et Sammy Rogers
- 2014 : Scooby-Doo : Aventures en Transylvanie : Scooby-Doo et Sammy Rogers
- 2015 : Scooby-Doo et le Monstre de l'espace : Scooby-Doo et Sammy Rogers
- 2015 : Scooby-Doo : Rencontre avec Kiss : Scooby-Doo et Sammy Rogers
- 2015 : Lego Scooby-Doo : Terreur au temps des chevaliers : Scooby-Doo et Sammy Rogers
- 2016 : Sausage Party : les chewing-gums
- 2016 : Scooby-Doo et WWE : La Malédiction du pilote fantôme : Scooby-Doo et Sammy Rogers
- 2016 : Lego Scooby-Doo : Le Fantôme d'Hollywood : Scooby-Doo et Sammy Rogers
- 2017 : Scooby-Doo : Le Clash des Sammys : Scooby-Doo et Sammy Rogers
- 2017 : Lego Scooby-Doo : Mystère sur la plage : Scooby-Doo et Sammy Rogers
- 2018 : Scooby-Doo et Batman : L'Alliance des héros : Scooby-Doo et Sammy Rogers
- 2018 : Scooby-Doo et le Fantôme gourmand : Scooby-Doo et Sammy Rogers
- 2019 : Scooby-Doo et la Malédiction du 13e fantôme : Scooby-Doo et Sammy Rogers
- 2019 : Scooby-Doo : Retour sur l'île aux zombies : Scooby-Doo et Sammy Rogers
- 2020 : Joyeux Halloween, Scooby-Doo! : Scooby-Doo et Sammy Rogers
- 2020 : Scooby ! : Scooby-Doo et Sammy Rogers
- 2021 : Mortal Kombat Legends: Battle of the Realms : Sammy Rogers[n 2] (caméo)
- 2021 : Scooby-Doo et la légende du Roi Arthur : Scooby-Doo et Sammy Rogers
- 2021 : Tout droit sortie de nulle part : Scooby-Doo rencontre Courage le chien froussard : Scooby-Doo et Sammy Rogers
- 2021 : Riverdance : L'aventure animée : ?
- 2022 : Scooby-Doo et la mission d'Halloween : Scooby-Doo et Sammy Rogers
- 2023 : Scooby-Doo et Krypto : Scooby-Doo et Sammy Rogers

### Télévision

#### Téléfilms
- Noah Wyle dans :
  - Les Pirates de la Silicon Valley (2000) : Steve Jobs
  - Point limite (2001) : Buck
  - Les Aventures de Flynn Carson : Le Mystère de la lance sacrée (2005) : Flynn Carson
  - Les Aventures de Flynn Carson : Le Trésor du roi Salomon (2007) : Flynn Carson
  - Les Aventures de Flynn Carson : Le Secret de la coupe maudite (2009) : Flynn Carson
  - Scandale à Washington[3] (2010) : Hunter Patrick

- Kavan Smith dans : 
  - La Porte dans le noir (2008) : Brett
  - Iron Invader (en) (2011) : Jake Hampton
  - Metal Monster (2011) : Jake
  - Dernier jour d'été (2015) : James

- Frank Welker dans : 
  - Scooby-Doo : Le mystère commence (2009) : Scooby-Doo (voix)
  - Scooby-Doo et le Monstre du lac (2010) : Scooby-Doo (voix)

- 1999 : La Ferme aux ballons : le shérif (Neal McDonough)
- 2008 : À la recherche de M. Parfait : Bobby (David Lewis)
- 2009 : Scooby-Doo : Le mystère commence : Ezekial Gallows (Brian Sutton)
- 2011 : Le Naufrage du Laconia : Waldemar (Oskar Brown)
- 2021 : La princesse des fleurs : ? ( ? )

#### Téléfilms d'animation
- 1979[n 3] : Scooby-Doo à Hollywood : Scooby-Doo et Sammy Rogers
- 1987[n 4] : Scooby-Doo et les Boo Brothers : Scooby-Doo et Sammy Rogers
- 1988[n 5] : Scooby-Doo et l'École des sorcières : Scooby-Doo, Sammy Rogers, Papa Frankenstein, Double de Sammy monstrueux
- 1988[n 3] : Scooby-Doo et le Rallye des monstres : Scooby-Doo, Sammy Rogers, la créature de Frankenstein, Dr. Jekyll, M. Hyde, GK le kong, la plante, l'homme dans la voiture
- 2006 : Hellboy : Le Sabre des tempêtes : Abe Sapien
- 2007 : Hellboy : De sang et de fer : Abe Sapien
- 2009 : Super Garfield : Odious

#### Séries télévisées
- Raphael Sbarge dans (11 séries) :
  - Charmed (1999) : Brent Miller (saison 1, épisode 19)
  - FBI : Portés disparus (2004) : Leo Cota (saison 3, épisode 3)
  - Nip/Tuck (2005) : Silas Prine (saison 3, épisode 6)
  - The Closer : L.A. enquêtes prioritaires (2006) : Derek Draper (saison 2, épisode 10)
  - 24 Heures chrono (2007) : Ray Wallace (4 épisodes)
  - Bones (2007) : Doug Doyley (saison 3, épisode 1)
  - Journeyman (2007) : Aeden Bennett (épisodes 9 et 10)
  - Shark (2008) : Christopher Hoffs (saison 2, épisode 16)
  - Burn Notice (2011) : Pete Jackman (saison 4, épisode 16)
  - Drop Dead Diva (2011) : Donny Gibson (saison 3, épisode 10)
  - Night Shift (2017) : VA docteur (saison 4, épisode 1)

- Noah Wyle dans (5 séries) :
  - Urgences (1994-2009) : Dr John Carter[2] (254 épisodes)
  - Friends (1995) : Dr Jeffrey Rosen (saison 1, épisode 17)
  - Falling Skies (2011-2015) : Tom Mason (52 épisodes)
  - Flynn Carson et les Nouveaux Aventuriers (2014-2018) : Flynn Carson (23 épisodes)
  - Angie Tribeca (2016) : Lewis (saison 2, épisode 6)

- Kavan Smith dans (5 séries) :
  - Stargate SG-1 (2003 / 2007) : le major Evan Lorne (saison 7, épisode 7 puis saison 10, épisode 13)
  - Stargate Atlantis (2005-2009) : le major Evan Lorne (29 épisodes)
  - Supernatural (2014-2020) : Cuthbert Sinclair (3 épisodes)
  - Mistresses (2015) : Ellis Boone (saison 3, 4 épisodes)
  - Le cœur a ses raisons (2015-2017) : Leland Coulter (1re voix, saisons 2 à 4)

- Matt Servitto dans :
  - Les Soprano (1999-2000) : l'agent Dwight Harris (1re voix, saisons 1 et 2)
  - New York, unité spéciale (2001) : Dr Brad Stanton (saison 2, épisode 19)

- Fab Filippo dans :
  - Unité 9 (2000) : Roland Travis (12 épisodes)
  - Queer as Folk (2002-2003) : Ethan Gold (10 épisodes)

- Sean Gunn dans :
  - Gilmore Girls (2000-2007) : Kirk Gleason (137 épisodes)
  - Gilmore Girls : Une nouvelle année (2016) : Kirk Gleason (mini-série)

- Jeremy Garret dans :
  - Jack & Jill (2001) : Russell James (4 épisodes)
  - FBI : Portés disparus (2003) : Luke Horton (saison 2, épisode 10)

- Maury Sterling dans :
  - Charmed (2004) : Lord Dyson (saison 7, épisode 2)
  - US Marshals : Protection de témoins (2011-2012) : Ronnie Dalembert/McIntire (3 épisodes)

- 1990-1991 : Arabesque : Robert Butler (James Sloyan) (5 épisodes)
- 1994 : Loïs et Clark : Les Nouvelles Aventures de Superman : Dr Hubert (Charlie Dell) (saison 1, épisode 14)
- 1997 : Profiler : Toby (John Diehl) (saison 1, épisode 2)
- 1998 : Poltergeist : Les Aventuriers du surnaturel : John Griffin (Anthony Michael Hall) (saison 3, épisode 8)
- 1999 : Pacific Blue : William Blake (David Starzyk) (7 épisodes)
- 1999-2002 : X-Files : Aux frontières du réel : James « Jimmy » Belmont (Jim Fyfe) (saison 6, épisode 20 et saison 9, épisode 15)
- 2000 : La Loi du puma : Mehmet Schultz (Ercan Durmaz)
- 2000-2001 : Diagnostic : Meurtre : Dr Jack Stewart (Scott Baio) (saisons 1 et 2, 43 épisodes)
- 2001 : New York 911 : Georgio Raminez (Anthony Rodriguez Philip) (saison 1, épisode 21)
- 2001 : Inspecteur Barnaby : Steve Ramsey (Patrick Baladi) (saison 3, épisode 4)
- 2002-2004 : À la Maison-Blanche : Larry (William Duffy) (saisons 4 à 6)
- 2002-2007 : Une famille du tonnerre : Frank (Mel Rodriguez) (5 épisodes)
- 2003-2009 : NCIS : Enquêtes spéciales : l'officier Peter Shrewe (Anson Scoville) (saison 1, épisode 6), Aaron Barnes (Brad Hawkins) (saison 1, épisode 13), Graham Thomas (Seamus Dever) (saison 4, épisode 3), Oliver Newcomb (Isaiah Mustafa) (saison 6, épisode 12) et Ezmaray Daoub (Dariush Kashani) (saison 6, épisode 13)
- 2004 : JAG,  (saison 9, épisode 21) : le colonel Lawson (Scott Alan Smith)
- 2004 : Stargate SG-1 : le major Kearney (Aaron Pearl) (saison 8, épisode 3)
- 2004 : Epitafios : Bruno Costas (Antonio Birabent) (13 épisodes)
- 2004-2005 : Le Monde de Joan : Dr Rodney Hughes (Ben Siegler) (3 épisodes)
- 2005 : Earl : Dirk (Dax Shepard) (saison 1, épisode 4)
- 2005-2019 : Arrested Development : Tony Wonder (Ben Stiller) (8 épisodes)
- 2006 : Lovespring International : Burke Kristopher (Sam Pancake) (13 épisodes)
- 2009-2010 : New York, unité spéciale : Dr Phil Sona (Tim Bohn) (saison 10, épisode 22) et Nicholas Turner (Cristopher Flockton) (saison 12, épisode 7)
- 2010 : Merlin : Grettir (Warwick Davis) (saison 3, épisode 8)
- 2010 : Lie to Me : Sandy Baxter (Adam Godley) (saison 3, épisode 1)
- 2011 : Les Aventures de Bucket et Skinner : Fritz (Ben Begley) (saison 1, épisode 3)
- 2012 : Burn Notice : l'agent Harper (Owen Miller) (saison 6, épisode 13)
- 2013 : Continuum : Rex (Patrick Gilmore) (saison 2, épisode 4)
- 2013-2014 : Graceland : Clarke (Dameon Clarke) (6 épisodes)
- 2016 : Poldark : le capitaine Andrew Blamey (Richard Harrington) (5 épisodes)
- 2016 : Roman Empire : Dion Cassius (Edwin Wright) (6 épisodes)
- 2018 : Supernatural : Scooby-Doo (Frank Welker) (voix) et Sammy (Matthew Lillard) (voix - saison 13, épisode 16)
- 2019 : Le Secret de Nick : Paul (Jonathan Silverman) (5 épisodes)
- 2019 / 2020 : The Boys : Dr Damien Hodgman (Wallace Langham) (saison 1, épisode 4) et le shérif Ed Flanagan (J. D. Nicholsen) (saison 2, épisode 8)
- 2020 : Quiz : Tecwen Whittock (Michael Jibson) (mini-série)
- 2023 : Ma vie avec les Walter Boys : Tony (Paul McGillion)

#### Séries d'animation
- 1972-1973[n 6] : Fantomatiquement vôtre, signé Scoubidou : Scooby-Doo et Sammy
- 1980-1982[n 7] : Les Voyages fantomatiques de Scoubidou : Scooby-Doo, Sammy
- 1992 : Les Simpson : Derek Smalls (épisode 57)
- 1992-1993 : La Petite Sirène : Scout crabe
- 1992-1995 : Batman, la série animée : Hips McManus (épisode 91) et Dick Grayson (épisode 106)
- 1992-1995 : La Bible : L'Ancien testament : Jacob
- 1994 : DNA² : Mori
- 1994-1999 : Animaniacs : M. Frappadingue (épisode 26), Speck (épisode 32), William Shatner et Francis Scott Key (épisode 79), M. Peterson (épisode 88), Calhoun (épisode 91), le prince et Joey (épisode 93), Spot et Garou (épisode 99)
- 1996-1997 : Freakazoid! : le Lobe, Grotte Man, Argonne
- 1997-2004 : Hé Arnold ! : M. Simmons
- 1998 : Fennec : Jack et Barnabé (2e voix, saison 2)
- 1998-2019 : South Park : M. Hankey et voix additionnelles
- 1999 : Pet Shop of Horrors : le Comte D
- 1999[n 8] : Master Keaton : Franco (épisode 3), Edward Langley (épisode 6) et Tokita père (épisode 8)
- 1999 : RoboCop : Alpha Commando : voix additionnelles
- 1999-2001 : Batman, la relève : Scab l'indic
- 1999-2002 : Courage, le chien froussard : Courage
- 1999-2004 : Rocket Power : Raymundo Rocket et Lars
- 2000[n 8] : Gate Keepers : Tetsuo Ikusawa, le père de Ruriko
- 2000[n 9] : Boogiepop Phantom : l'agent Yamamoto, Écho, le père de Sayoko et Mamoru
- 2000 : La Dernière Réserve : Chien fou
- 2000-2001 : Les Aventures de Buzz l'Éclair : Booster
- 2001 :
- 2001 : Drôles de petites bêtes : Hugo l'asticot
- 2001-2002 : Xcalibur : Wip
- 2002 : Witch Hunter Robin : Yuji Kobari et Ikeuchi (scientifique du projet Orbo)
- 2002-2006 : Quoi d'neuf Scooby-Doo ? : Scooby-Doo et Sammy Rogers
- 2003 : Martin Matin : Baba
- 2003 : Excel Saga : Dominic (épisode 23)
- 2003 : Noir : le barman, l'oncle de Mireille
- 2003[n 10]-2016 : One Piece : le narrateur (2e voix), Don Quichotte Doflamingo, Van Augur (voix de remplacement), Kamakiri, Nero, Rokuroshi, Shinpachi
- 2004 : Teen Titans : Les Jeunes Titans : Éclair
- 2004[n 11] : Paranoia Agent : Mitsuhiro Maniwa
- 2004-2006 : Dragon Booster : le commissaire
- 2004-2008 : Scooby-Gang : Scooby-Doo et Sammy Rogers
- 2004 / 2010-2013 / 2023 : Futurama : Diable Robot, PDG des années 1980 (saison 4), Hermes Conrad, Zapp Brannigan (saisons 6 à 8)
- 2005-2007 : Bravo Gudule : voix additionnelles
- 2005-2010 : Foot 2 Rue : le père d'Éloïse et le comte Riffler
- 2006-2008 : Finley, le camion de pompier[4] : Lyle, M. Bell
- 2007 : Ergo Proxy : Iggy
- 2007 : Valérian et Laureline : voix additionnelles
- 2007 : Méli Mélo[5] : le papa de Méli
- 2007-2008 : Sammy et Scooby en folie : Scooby-Doo et l'Oncle Albert[n 12]
- 2007-2008 : La grande Scooby-Trouille : Scooby-Doo et Sammy Rogers
- 2008-2010 : Les Aventures d'Ernest et Bart : voix additionnelles
- 2008-2011 : Batman : L'Alliance des héros : Sammy et Scooby-Doo[6]
- 2008-2015 : Garfield et Cie : Eddie Gourmand, Herman le facteur, Albert Lingot, Hercule et voix additionnelles
- 2008-2022 : Quoi de neuf Bunny ? : Scooby-Doo et Sammy Rogers
- 2009 : Master Hamsters : Daiki le chef des pompiers et Mme Samba
- 2009-2010 : Devine quoi ? : voix additionnelles
- 2010 : Finley, le camion de pompiers : voix additionnelles
- 2010 : Le Petit Prince : Zyg (Planète des Caropodes)
- 2010-2013 : Scooby-Doo : Mystères associés : Scooby-Doo, Sammy
- 2011-2013 : Scooby-Doo en France : Scooby-Doo, Sammy (mini-série)
- 2012 : La Légende de Korra : le chef des chasseurs (épisode 19) et le shérif (épisode 28)
- 2012-2016 : Le Ranch : M. Cavaletti
- 2013-2014 : Dofus : Aux trésors de Kerubim : Ario d'Argento
- 2014-2017 : Oncle Grandpa : l'Empereur Krell, Hot Dog, Nounoursonne, Ole Gapa
- 2015-2017 : Les Tortues Ninja : Vic (2e voix)
- 2015-2018 : Trop cool, Scooby-Doo ! : Scooby-Doo et Sammy Rogers
- 2017-2018 : Le Guide du froussard (mini-série) : Scooby-Doo et Sammy Rogers
- 2017-2020 : Top Wing : Toutes ailes dehors ! : Capitaine Dilly
- 2018 : Marblegen : Zuméo Costello
- 2019 : Teen Titans Go! : Scooby-Doo, Sammy (saison 5, épisode 48)
- 2019 : Scooby-Doo en Europe : Scooby-Doo, Sammy (mini-série)
- 2019-2021 : Scooby-Doo et Compagnie : Scooby-Doo, Sammy
- 2021 : Kayko et Kokosh : Caporal
- 2021 : Scooby-Doo : Mission Environnement : Scooby-Doo et Sammy Rogers
- 2022 : JoJo's Bizarre Adventure : Stone Ocean : Guccio
- 2023 : The Misfit of Demon King Academy : Gilyrisis
- 2023 : Scooby-Doo et les mystères de la nature : Scooby-Doo et Sammy Rogers
- 2023 : Pluto : Becker
- depuis 2023 : Les Carnets de l'Apothicaire : Guen

### Jeux vidéo
- 2000 : Scooby-Doo! Le Mystère du château hanté : Sammy Rogers et Scooby-Doo
- 2002 : Scooby-Doo! Poursuite dans la ville fantôme : Sammy et Scooby-Doo
- 2002 : Scooby-Doo! : La Nuit des 100 Frissons : Sammy et Scooby-Doo
- 2004 : Scooby-Doo! Le Livre des ténèbres : Sammy et Scooby-Doo
- 2006 : Shrek: Smash n' Crash Racing : les Trois Petits Cochons
- 2007 : Scooby-Doo! Panique à Hollywood : Sammy et Scooby-Doo
- 2011 : Star Wars: The Old Republic : plusieurs personnages
- 2011 : Scooby-Doo ! Panique dans la marmite : Scooby-Doo
- 2011 : Skylanders: Spyro's Adventure : Snuckles
- 2014 : Skylanders: Trap Team : Snuckles/Snuckles X9, Diggs
- 2015 : Skylanders: SuperChargers : voix additionnelles
- 2022 : MultiVersus : Sammy
- 2024 : Final Fantasy VII Rebirth : voix additionnelles
- 2024 : South Park: Snow Day! : M. Hankey et le reporter
- 2025 : Mortal Kombat 1 : T-1000[n 13]

### Webséries
- 2023 : Joueur du Grenier - Scooby-Doo, web-serie de Frédéric Molas et Sébastien Rassiat : Scooby-Doo

## Voix off

### Documentaires
- 2017 : Hitler : Le Cercle du diable (Planète+)